# Cosmia corusca
Cosmia corusca är en fjärilsart som beskrevs av Eugen Johann Christoph Esper 1788. Cosmia corusca ingår i släktet Cosmia och familjen nattflyn. Inga underarter finns listade i Catalogue of Life.